# تضاريس جليدية

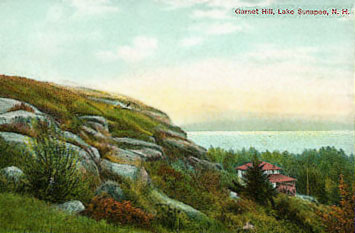
بطاقة بريدية قديمة تظهر التآكل على الصخور والواقع بفعل الجليد

التضاريس الجليدية وهي المنحنيات والتغيرات في سطح الأرض التي تنتج عن طريق تحركات الصفائح الجليدية.

## اقرأ أيضاً
- صفيحة جليدية